# 浅野隆志
浅野 隆志（あさの たかし、1950年12月27日 - ）は、日本の俳優・演出家。大阪府八尾市出身。都城ミュージカルクラブ代表理事。

## 来歴
興國高等学校在学時に演劇部へ入部し、高校3年時にプロの劇団研究所へ入所。高校卒業と同時に、劇団潮流に参加。代表作に「冬の柩」（大阪文化祭賞受賞）。1972年にフリーになって以降は劇団の舞台に出演する傍ら、CM出演や司会業、プロデュース業なども行う。1995年4月に宮崎県都城市へ移住。2009年5月に都城ミュージカルクラブを立ち上げる。